# Diocesi di Azoto
La diocesi di Azoto (in latino Dioecesis Azotiensis) è una sede soppressa del patriarcato di Gerusalemme e una sede titolare della Chiesa cattolica.

## Storia
Azoto, corrispondente alla moderna città israeliana di Ashdod, è un'antica sede vescovile della provincia romana della Palestina Prima nella diocesi civile d'Oriente. Faceva parte del Patriarcato di Gerusalemme ed era suffraganea dell'arcidiocesi di Cesarea.
La città fu evangelizzata dal diacono Filippo, come è narrato nel libro degli Atti degli Apostoli (8,40).
Sono sei i vescovi noti di questa sede. Silvano prese parte al concilio di Nicea del 325 e Carisio a quello di Seleucia del 369. Eraclio assistette al brigantaggio di Efeso e al concilio di Calcedonia. Lazzaro partecipò al sinodo che riunì i vescovi palestinesi nel 536 per condannare Severo di Antiochia. Le scoperte archeologiche hanno riportato alla luce due iscrizioni, con i nomi di due altri vescovi di Azoto: Giovanni, che portò a compimento i restauri di una chiesa nel mese di dicembre 511 a Khirbet Barqa (Gan Yavneh); e Procopio, la cui iscrizione, scoperta in una chiesa di Azoto nel 2017, è datata al 539.
Dal XIV secolo Azoto è annoverata tra le sedi vescovili titolari della Chiesa cattolica; la sede è vacante dal 19 agosto 1953. Fino a metà del XVII secolo la sede titolare fu assegnata in larga misura ai vescovi coadiutori della diocesi di Treviri.

## Cronotassi

### Vescovi greci
- Silvano † (menzionato nel 325)
- Carisio † (menzionato nel 369)
- Eraclio † (prima del 449 - dopo il 451)
- Giovanni † (menzionato nel 511)
- Lazzaro † (menzionato nel 536)
- Procopio † (menzionato nel 539)

### Vescovi titolari
- Mattia di Epternaco, O.S.B. † (1365 - 1375 deceduto)
- Nicola † (? deceduto)
- Corrado di Oldendorf, O.C. † (13 luglio 1391 - 13 aprile 1416 deceduto)
- Giovanni de Monte, O.P. † (4 settembre 1419 - 17 dicembre 1442 deceduto)
- Hubert Yffz (de Rommersdorf), O.Praem. † (11 maggio 1450 - 5 febbraio 1483 deceduto)
- Johannes von Eindhoven, C.R.S.A. † (30 agosto 1483 - 7 ottobre 1508 deceduto)
- Johannes Enen † (13 novembre 1517 - 31 luglio 1519 deceduto)
- Nikolaus Schienen † (26 ottobre 1519 - 21 agosto 1556 deceduto)
- Gregor Virneburg † (20 dicembre 1557 - 30 giugno 1578 deceduto)
- Peter Binsfeld † (12 febbraio 1580 - 24 novembre 1598 deceduto)
- Gregor Helfenstein † (29 ottobre 1599 - 21 ottobre 1632 deceduto)
- Otto (Johann Theodor) von Senheim, O.P. † (8 agosto 1633 - 11 novembre 1662 deceduto)
- Johannes Holler † (27 agosto 1663 - 20 gennaio 1671 deceduto)
- Giorgio Maria Trivulzio, B. † (7 novembre 1678 - 1689 deceduto)
- Luigi Savageri, C.R.S. † (14 giugno 1728 - 30 marzo 1729 succeduto vescovo di Alatri)
- Antonio Maria Ghislieri † (6 luglio 1729 - 1734 deceduto)
- Giovanni Battista Lambruschini † (11 agosto 1800 - 3 agosto 1807 nominato vescovo di Orvieto)
- Antônio Rodrigues de Aguiar † (15 marzo 1815 - 3 ottobre 1818 deceduto)
- František Pištěk † (27 settembre 1824 - 24 febbraio 1832 nominato vescovo di Tarnów)
- Rafael Barišić, O.F.M.Obs. † (24 marzo 1832 - 14 agosto 1863 deceduto)
- Ferdinand-Aimé-Augustin-Joseph Dupond, M.E.P. † (9 settembre 1864 - 11 dicembre 1872 deceduto)
- Franz Bernert † (28 gennaio 1876 - 18 marzo 1890 deceduto)
- Augustinus Gockel † (2 maggio 1890 - 11 maggio 1912 deceduto)
- John Joseph McCort † (28 giugno 1912 - 22 ottobre 1920 succeduto vescovo di Altoona)
- Egide de Böck (Boeck), C.I.C.M. † (10 marzo 1921 - 20 dicembre 1944 deceduto)
- Thomas Tharayil † (9 giugno 1945 - 8 gennaio 1951 succeduto eparca di Kottayam)
- Viktor Győző Simon Macalik  † (1951 - 19 agosto 1953 deceduto)[5]